# Kish Mauve EP
Kish Mauve EP debitantski je EP britanskog glazbenog dua Kish Mauve. Objavljen je 11. srpnja 2005. u izdanju diskografske kuće Sunday Best Recordings. Pjesmu "Two Hearts" kasnije je snimila australska pjevačica Kylie Minogue za svoj album X (2007).

## Popis pjesama
1. "Two Hearts" – 2:56
2. "Lover"
3. "Come On"